# Usina Hidrelétrica de Igarapava
A Usina Hidrelétrica de Igarapava está localizada no Rio Grande, na divisa dos estados de Minas Gerais e São Paulo.

## Características
- Curso d'água: Rio Grande
- Coordenadas Geográficas: Latitude - 19º 59'S / Longitude - 47º 45'O 

### Datas relevantes
- Formação do Consórcio da UHE Igarapava: 25/07/1994
- Início da Obra: 13/10/1995
- Inauguração: 18/12/1998
- Operação Comercial (Unidade 1): 01/01/1999

### Resumo de dados
- Turbinas/Geradores: 05 unidades tipo Bulbo 
- Potência nom. gerador: 44,2 MVA 
- Fator de potência: 0,95 
- Tensão nominal: 6,9 kV 
- Frequencia: 60 Hz 
- Velocidade de Rotação: 112,5 rpm 
- Vazão nominal por turbina: 275 m3/s 
- Subestação: SF6 blindada

### Reservatório
- Área de inundação: 36,51 Km²
- Capacidade: 234,5x106 m3 de água 
- N.A. máximo: El. 512,40m 
- N.A. mínimo: El. 511,80m

### Barragem de terra
- Margem Direita e leito do rio:
Comprimento da crista: 740m 
Largura da crista: 10m 
Altura máxima: 32m
- Margem Esquerda:
Comprimento da crista: 125m
Largura da crista: 10m 
Altura máxima: 10m

### Vertedouro
- Tipo: superfície com dissipação por ressalto
- Comprimento total da estrutura: 123m 
- Comportas: 06 tipo segmento 
- Largura de cada vão: 13,5m 
- Altura das comportas: 18,15m

### Tomada d'água
- Tipo: bloco de gravidade
- Tipo de comportas: ensecadeira (stop log) 
- Altura da estrutura: 45,6 m (máxima) 
- Largura de cada bloco: 18m 
- Comprimento total: 90m

### Casa de força
- Tipo: abrigada
- Comprimento: 90m 

### Turbinas
Rotor da Turbina Bulbo
- Fabricante: Voest Alpine - MCE
- Tipo: Turbina Bulbo, Rotor Kaplan 
- Potência Nominal: 43.600 KW 
- Vazão Nominal: 275 m3/s 
- Rotação Nominal: 112,5 rpm 
- Rotação de Disparo: 345 rpm 
- Frequência Nominal: 60 Hz
Turbina Bulbo
- Queda Líquida Nominal: 17,05 m 
- Queda Líquida Máxima: 18,07 m 
- Queda Líquida Mínima: 10,15 m 
- Tipo do Rotor: KR 4/60 
- Número de Pás do Rotor: 4 
- Número de Palhetas Distribuidor: 16 
- Regulador Velocidade: Digital Mipreg 600c

### Subestação
- Tipo: Blindada
- Fornecedor: Merlin Gerin
- Modelo: HB7 
- Classe Tensão: 138 KV 
- Disjuntor: Auto sopro 
- Extinção de arco: SF6 
- Disjuntores: 08 unidades 
- Pressão Nominal SF6: 0,63 Mpa

### Gerador
- Fabricante: ABB (Asea Brown Boveri)
- Potência Nominal: 42 MW (44,2 MVA) 
- Fator de Potência: 0,95 
- Tensão Nominal: 6.900 V 
- Corrente Nominal: 3.696 A 
- Frequência Nominal: 60 Hz 
- Tipo Excitação: Estática HPC 840 (ABB) 
- Número de Pólos: 64 
- Rotação Nominal: 112,5 rpm 
- Rotação de Disparo: 345 rpm 
- Classe de Isolamento Rotor: Classe F 
- Classe de Isolamento Estator: Classe F 
- Peso do Gerador Completo: 300.000 Kg 
- Peso do Gerador sem o eixo: 132.000 Kg 
- Conexão Elétrica: Estrela Aterrada 
Sistema de Frenagem: 
- Freio de Serviço: 7 Bar 
- Freio de Estacionamento: 30 Bar